# Löbnitz, Sachsen
Löbnitz är en kommun och ort i Landkreis Nordsachsen i förbundslandet Sachsen i Tyskland. Kommunen har cirka 2 100 invånare.